# Giuseppe Molteni

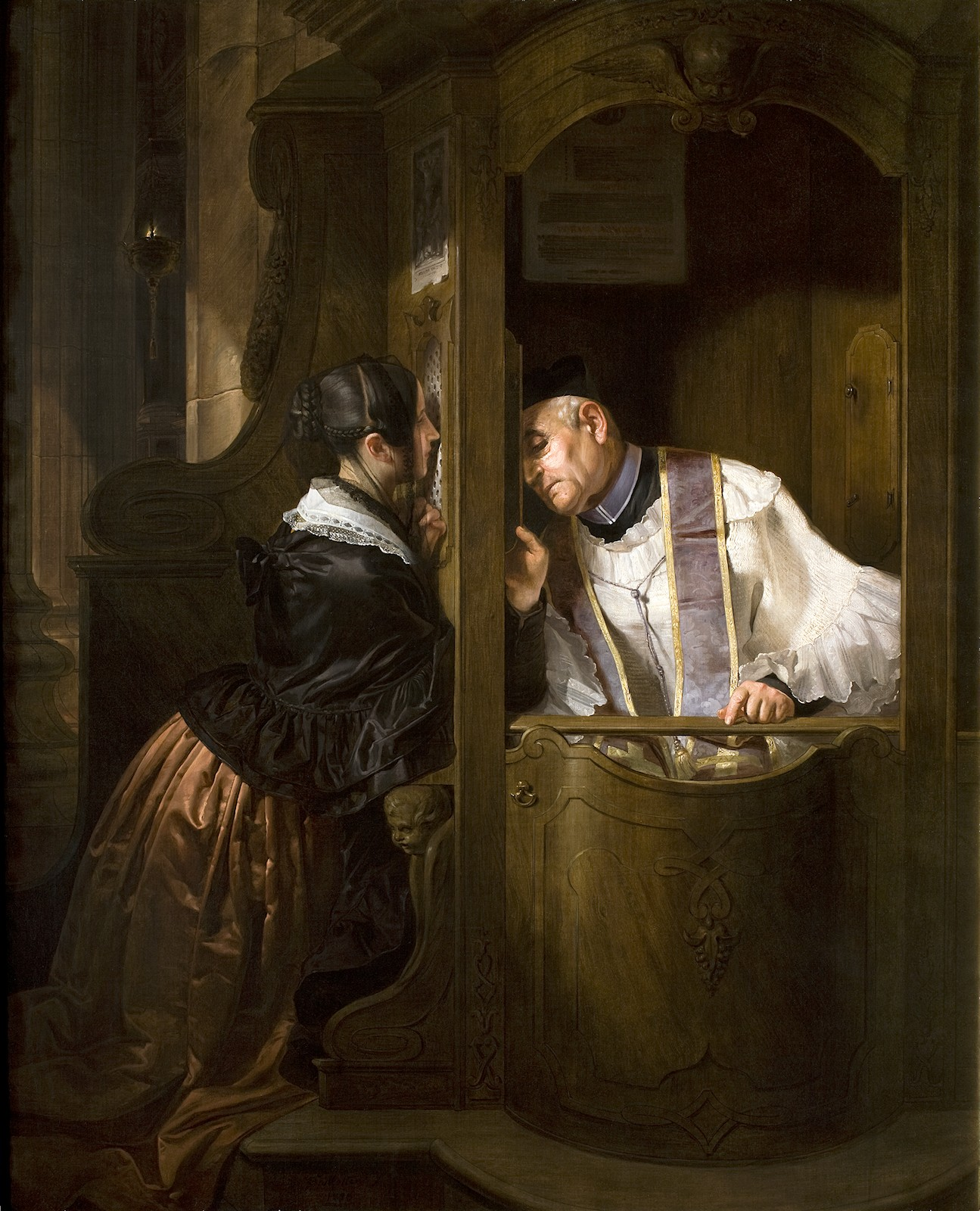
La confessione, 1838 (Fondazione Cariplo)

Giuseppe Molteni (Affori, Milan, 1800 – Milan, 1867) là một họa sĩ người Ý.

## Tiểu sử
Ông học ở Brera Academy nhưng phải bỏ vì lý do tài chính. Molteni ra nhận việc tu bổ lại những tấm tranh xưa khi theo học với Giuseppe Guizzardi tại Bologna. Khi trỏ lại Milan,
ông ta là người tu bổ được ưa chuộng nhứt thời ấy. Ông tư vấn cho bảo tàng viện Louvre
và British Museum và những nhà sưu tập tranh và dân sành điệu ở Milan và Âu Châu. Ông cũng chú tâm vào hội họa và năm 1828, ông cho ra đời một kiểu họa chân dung chú tâm vẽ quần áo và cảnh trí xa hoa. Ông thành công lớn trong lãnh vực này và trở thành người cạnh tranh với Francesco Hayez. Khi làm việc với triều đình Vienna năm 1837 để vẽ chân dung của Ferdinand I, ông đâm ra ngưỡng mộ tranh của Biedermeier và trở thành bạn với họa sĩ Friedrich von Amerling. Ông chuyển sang vẽ đời sống hàng ngày, và cũng rất thành công. Ông hay tham gia triển lãm tranh ở Brera, nhưng về sau không được thành công cho lắm. Khi được bổ làm người phụ trách Academy's gallery năm 1854, ông không triển lãm tranh nữa và cũng bỏ việc vẽ tranh.

## Tranh vẽ

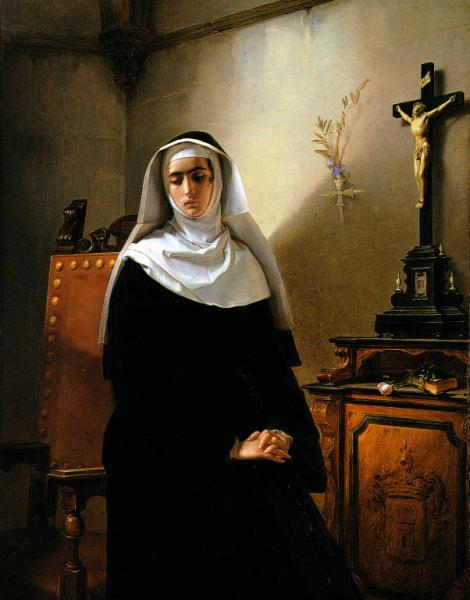
La signora di Monza
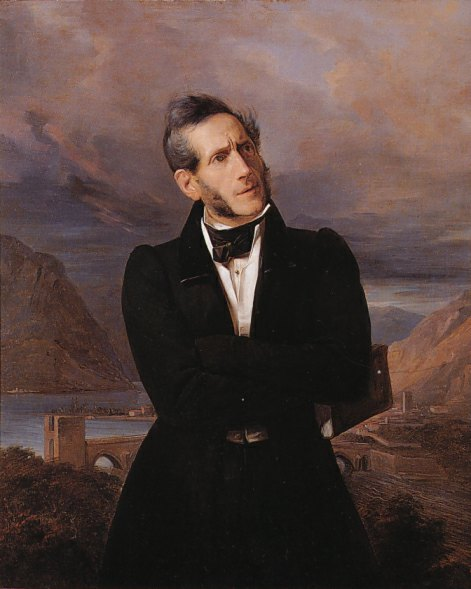
Alessandro Manzoni
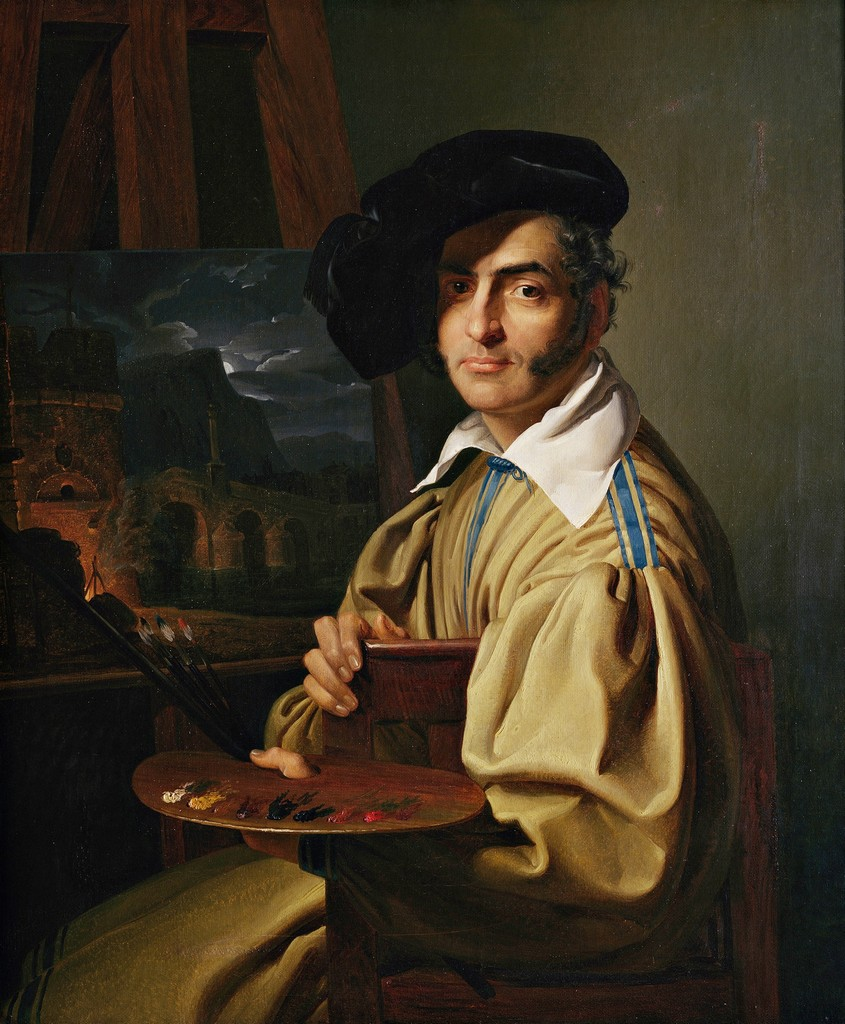
Giovanni Migliara

## Những dự án khác
Tư liệu liên quan tới Giuseppe Molteni tại Wikimedia Commons